# Termas de Monte da Pedra
As Termas de Monte da Pedra ficam localizadas na freguesia homónima de Monte da Pedra, concelho do Crato, e são a sua principal riqueza. As águas bicarbonetadas, sódicas, fluoretadas e sulfidratadas são aconselháveis no tratamento de doenças reumáticas, músculo-esqueléticas, do aparelho respiratório de da pele.
A época termal dura entre 1 de Maio e 15 de outubro de cada ano.
Em 1819, o Dr. Jacinto Costa já falava da importância destas águas, como se pode ler na obra "Pharmacopea Naval e castrense": «Duas legoas para norte da Vila do Crato, em distância de hum quarto de legoa no lugar de Monte da Pedra, nasce huma fonte de agoa crystallina, com sabor e cheiro hepáticos, tão activos. que este último sesente antes de chegar à fonte. He verdadeiramente fria, e ainda mais do que as agoas ordinárias, que por ali se encontrão. As qualidades sensíveis bastatião a clasificalla nas sulphureas hepaticas.»